# Myioborus pariae
Myioborus pariae là một loài chim trong họ Parulidae.